# 항아리 술

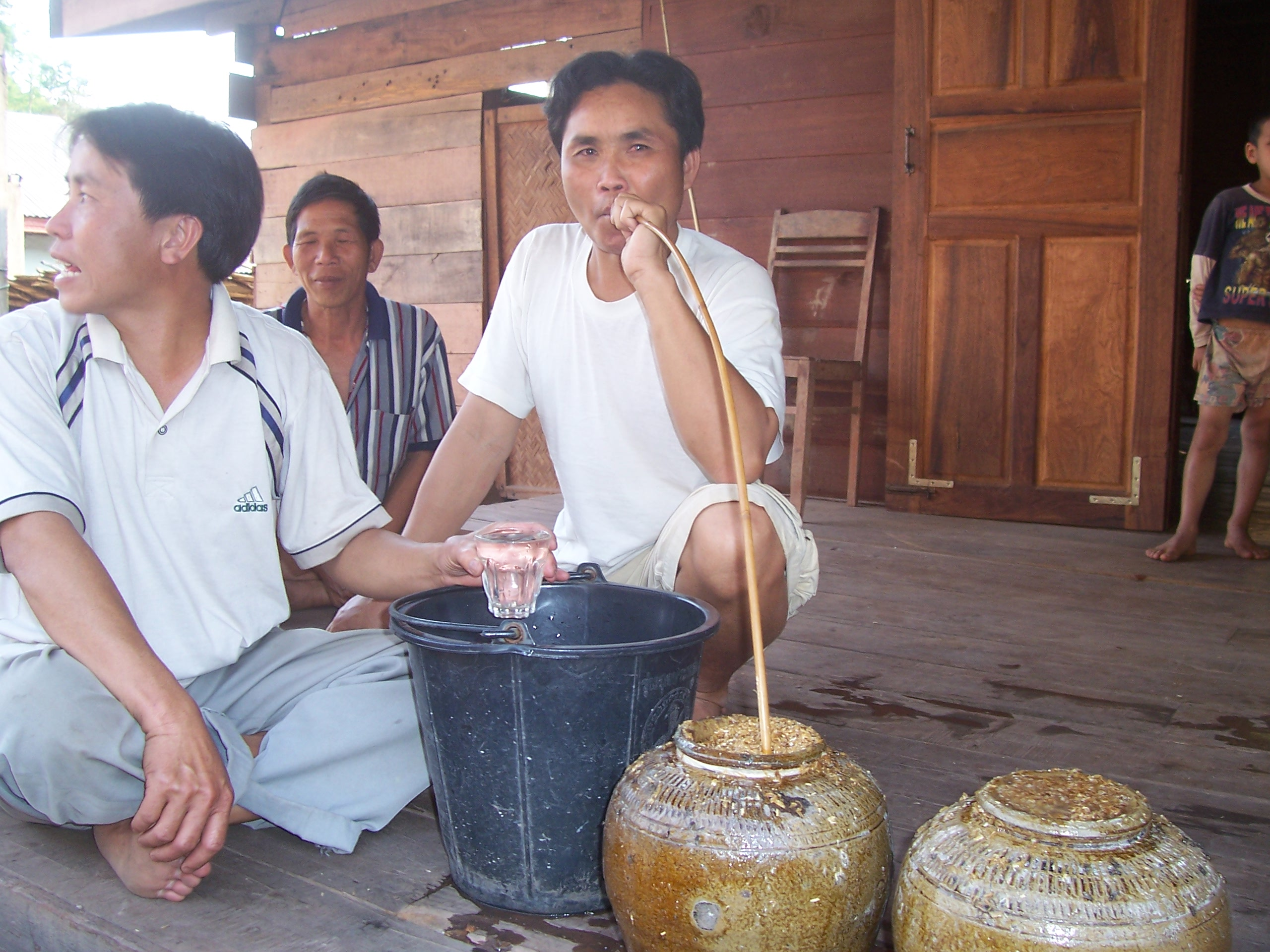
라오스의 호주 중 하나인 '라오 하이'를 대나무 빨대로 빨아 마시는 남성의 모습.

항아리 술 (호주, 壺酒)는 동남아시아 지역의 도서 지방에 걸친 곳에서 전통적인 양조되고 마셔져 온 양조주의 한 형태이다.

## 요약
"항아리 술"의 어원은 라오어의 '라오 하이'(항아리의 술)의 번역어에서 유래하였다.
항아리 술로 불리는 술에는 다음과 같은 뜻이 들어 있다.
- 도기 항아리를 빚어 용기에 담다.
- 지어놓은 곡식류와 누룩, 고지로만 담그다. 음용시의 편의를 위해 왕겨를 섞을 수도 있지만, 담근 물은 사용하지 않고 고체 상태에서 발효시킨다.
- 충분히 발효시킨 항아리에 물을 붓고, 에탄올이 녹아 든 물을 술이라고 지칭한다.
- 항아리에 대나무 또는 등나무로 만들어진 빨대를 꽂고, 그대로 빨아 마신다.

## 조제법
아래 내용은 태국의 북동부에서 메콩 강을 사이에 두고, 라오스를 바라보는 라콩 파놈 근교의 마을에서, 1994년 당시의 오우 (항아리 술) 제조 과정이다.
1. 왕겨와 찹쌀을 1:3의 비율로 혼합하여 1시간 정도 찐다.
2. 매트에 펴놓고 실온까지 식힌 찹쌀 4kg에 50g의 찹쌀빵을 분말로 만들어 뿌린다.
3. 큰 항아리에 넣고 며칠동안 1차 발효시킨 후, 작은 항아리 4개로 나눠 담는다. 항아리의 입에 폴리에틸렌 천을 씌워 다시 왕겨를 섞어 반죽한 재로 굳게 밀봉한다.
4. 이 상태에서 15일에서 30일 정도 발효시킨다.[2]
5. 마실 때는 항아리의 밀봉을 풀어 컵 하나 정도의 물을 붓고 대나무 빨대를 꽂은 후, 발효에 의해 에탄올이 녹아 "술"이 된 물을 맛본다. 처음에는 손님이나 윗사람에게 먼저, 이후에는 다 같이 빨대를 꽂아 마신다. 마신 후 다시 물을 붓고, 알코올이 없어 질 때까지 마신다. 보존이 잘 되지 않기 때문에 개봉한 당일에 전부 마시는 것이 기본이다.

오우는 알코올 도수가 8도 정도 되어 달콤하고 마시기 쉬운 주류에 속한다. 가끔 뚜껑을 개봉하지 않고 항아리 상태로 판매되기도 한다. 가격은 2002년의 정보에 따르면 항아리 1개 당 100 밧이었다.

## 마시는 방법
기본적으로 항아리 술은 신성한 의식 용도의 술로 한자리에 모인 마을 사람들이 함께 항아리를 둘러싸고 일제히 빨대를 꽂아 맛보는 술이다. 사람이 많으면 작은 항아리에 둘러앉기 어렵기 때문에 사이펀의 원리로 술을 빨아내 다른 그릇에 나누어 담고 각자에게 돌린다. 술을 마실 때는 물러진 밥알 때문에 빨대가 막힐 수 있기 때문에 미리 빨대 끝에 천을 감아 마시면서 밥알을 거르거나, 담글 때 "여과재"로 왕겨를 섞는 등의 노력이 필요하다.
항아리에 빚는 때 왕겨의 위치 배치는 지역과 민족마다 차이가 있는데, 예를 들어 베트남의 산악 민족들 중 코호족은 밥과 왕겨를 층층히 빚지만 에데족 항아리의 윗 부분, 밥 위에 왕겨를 올려놓는다. 므농족은 밥과 왕겨를 전체적으로 혼합한다. 한편 베트남 북부에 사는 투족의 항아리 술은 옥수수를 원료로 하기 때문에 발효 후에도 곡식 입자가 잘 무너지지 않는다. 따라서 왕겨는 넣지 않는다.

## 분포

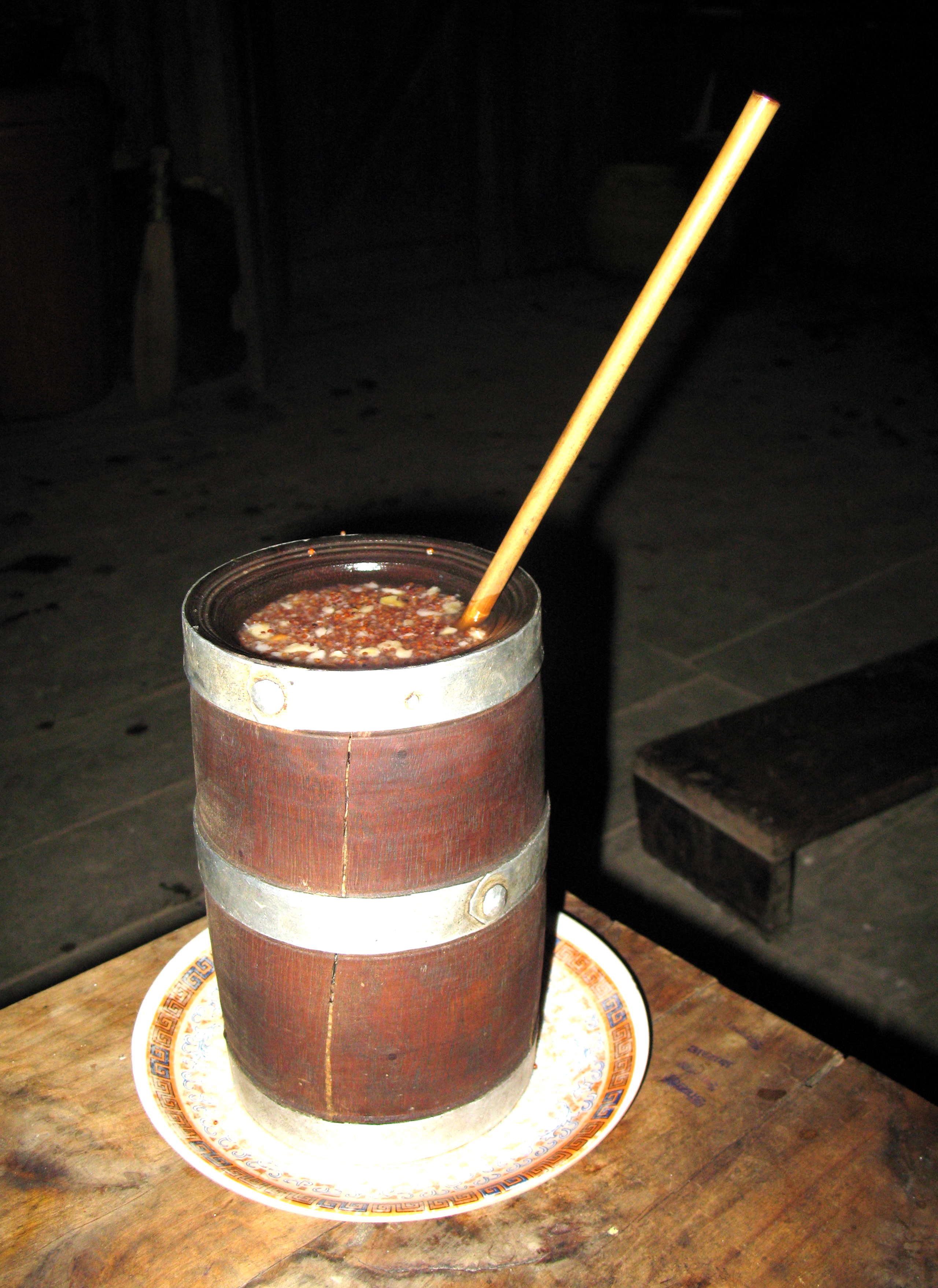
네팔의 주류 중 하나인 '창'. 고체 상태의 누룩을 목재 용기에 덜어놓은 뒤 물을 붓고 빨대로 맛본다.

비슷하게 "밥과 누룩을 항아리에 넣고, 물을 가하지 않은 상태로 고체 발효시킨 후 물을 붓고 빨대로 맛을 내는 형식"의 술은 태국, 라오스 북부, 베트남의 산악 지대 등과 중국 서남부의 소수 민족들, 하이난, 대만 원주민들 사이에 널리 분포한다. 또한 네팔에서 전통적으로 내려오는 술인 "창"은 항아리에서부터 직접 흡입하지는 않지만, 고체 발효시킨 누룩을 나무 용기에 나누어 물을 부어서 알코올 성분을 녹여낸 후 대나무 빨대로 빨아먹는다는 점이 항아리 술과 공통점이있다.
원료는 찹쌀이 기본이지만, 라오스 북부에 거주하는 쿰족의 항아리 술은 율무를 재료로 한다. 인도와 미얀마 국경지대의 친 족은 옥수수와 잡곡으로 항아리 술을 빚는다. 또한, 베트남 북부 에데족은 찹쌀을 주 원료로 하되, 탄 밥을 추가로 술 향기와 색을 추가한다.

## 역사
6세기 중국에서 저술된 농서〈제민요술〉은 바닥에 자갈을 깐 항아리에 지은 조와 누룩을 섞어 담그고, 마실 때는 물을 붓고 갈대로 만든 빨대로 빨아 화로주(爐酒)가 소개되고 있으며, 이것이 문헌상으로서의 항아리 술이 등장한 첫 사례이다.
오늘날 동남아시아에서는 증류주와 맥주가 유통되곤 하지만, 의례적인 술자리에서는 항아리 술이 지금도 마셔지고 있다. 사람들이 둥그렇게 모여 앉을 때, 그 중앙에 놓인 항아리에서 모두가 술을 마시는 행위는 집단의 결속을 재확인하는 행동이기도 하다. 마시면서 동료를 놀리거나 마시는 순서를 재면서 자신의 시작 위치를 확인하기도 한다. 한편 개인주의와 위생 관념의 보급으로에서 항아리 술을 컵에 나누어 담고 개인적으로 마시는 방식도 점차 퍼지고 있다. 예를 들어, 보르네오의 도슨족은 전통적으로 밥 또는 카사바를 원료로 한 항아리 술 "토미스"를 마셔왔지만, 최근에는 플라스틱 컵에 따로따로 나누어 담고 개인적으로 마시는 것이 일반화되었다. 또한 2008년 이후에는 1.5 리터 페트병의 윗부분을 열어 발효된 물을 따르면서 플라스틱 빨대로 개인적으로 마시는 토미스가 마을의 주조가에서 팔리기 시작하고 있다. '용기 (항아리) 재활용' '외상 구매'가 전제된 항아리의 시대에서 '일회용 용기', '현금 구매' 로 전환하여 민족의 경제 관념과 술자리는 새로운 단계에 접어 들고있다.

## 참고 문헌
- 山本紀夫; 吉田集而 (1995). 《「壺酒－東南アジア大陸部の酒－」山本紀夫編著『酒づくりの民族誌』》. 八坂書房. 다음 글자 무시됨: ‘和書’ (도움말)
- 小崎道雄; 飯野久和; トク トランリン; ホウ・ファムタン; 関達治 (2002). “アンナン山脈南部高地 (ベトナム) の米酒 ルオウ・カンとルオウ・ネプ”. 《日本醸造協会誌》 (日本醸造協会) 97 (5): 327-337. doi:10.6013/jbrewsocjapan1988.97.327. 다음 글자 무시됨: ‘和書’ (도움말)
- 三浦哲也. “ボルネオ島先住民社会の飲酒文化のグローカル化に関する文化人類学的研究－酒で繋がる人間関係に着目して－” (PDF). 다음 글자 무시됨: ‘和書’ (도움말)
- 小崎道雄; 岡田早苗; 関達治 (2002). “タイの米酒-籾殻混合酒オウと糯米酒サトー”. 《日本醸造協会誌》 (日本醸造協会) 97 (1): 46-61. doi:10.6013/jbrewsocjapan1988.97.46. 다음 글자 무시됨: ‘和書’ (도움말)

## 같이 보기
- 타파이 - 항아리 술처럼 즐기기도 한다.